# Piłka Siatkowa AZS UWM 2012-2013
Questa voce raccoglie le informazioni riguardanti il Piłka Siatkowa AZS UWM nelle competizioni ufficiali della stagione 2012-2013.

## Organigramma societario
Area direttiva
- Presidente: Tomasz Jankowski

Area tecnica
- Allenatore: Radosław Panas

## Rosa
| N° | Nome              | Ruolo | Data di nascita  | Nazionalità sportiva |
| -- | ----------------- | ----- | ---------------- | -------------------- |
| 1  | Guillermo Hernán  | P     | 27 luglio 1982   | Spagna               |
| 2  | Jonas Kvalen      | P     | 6 giugno 1988    | Norvegia             |
| 3  | Michał Żurek      | L     | 3 giugno 1988    | Polonia              |
| 4  | Bartosz Mariański | L     | 26 maggio 1992   | Polonia              |
| 5  | Wojciech Ferens   | S     | 5 aprile 1991    | Polonia              |
| 6  | Kamil Obrębski    | P     | 8 agosto 1989    | Polonia              |
| 7  | Łukasz Szarek     | S/O   | 20 febbraio 1990 | Polonia              |
| 8  | Jakub Urbanowicz  | S     | 14 agosto 1993   | Polonia              |
| 9  | Metodi Ananiev    | S     | 17 febbraio 1986 | Bulgaria             |
| 9  | Piotr Gruszka     | S     | 8 marzo 1977     | Polonia              |
| 10 | David Gunia       | C     | 1º gennaio 1987  | Polonia              |
| 11 | Wojciech Sobala   | C     | 12 maggio 1988   | Polonia              |
| 12 | Rafael da Silva   | S     | 30 novembre 1991 | Brasile              |
| 13 | Piotr Łukasik     | S     | 11 luglio 1994   | Polonia              |
| 15 | Patryk Skup       | O     | 27 aprile 1988   | Polonia              |
| 16 | Piotr Hain        | C     | 26 febbraio 1991 | Polonia              |
| 17 | Bartosz Krzysiek  | O     | 19 febbraio 1990 | Polonia              |
| 18 | Damian Boruch     | C     | 14 dicembre 1989 | Polonia              |